# 印度洋宅泥魚
印度洋宅泥魚為輻鰭魚綱鱸形目隆頭魚亞目雀鯛科的其中一種，分布於東印度洋區，包括紅海、非洲東部海岸至南非、塞席爾群島、葛摩、馬達加斯加和馬斯克林群島以東的巽他群島海域，本魚體呈卵圓形而側扁，體色白色，體側有三條橫向黑色帶，尾鰭叉形，尾鰭有灰色至黑色斑點，棲息在珊瑚礁區，生活習性不明。